# Porcellio pityensis
Porcellio pityensis is een pissebed uit de familie Porcellionidae. De wetenschappelijke naam van de soort is voor het eerst geldig gepubliceerd in 1955 door Albert Vandel.